# Аккад (держава)
Аккад (аккад. Māt Akkadim; шум. kurA.GA.DÈki; івр. אַכַּד, Akkad) — держава, що існувала в XXIV — XXII століттях до н. е., а також прадавня область в середній частині Месопотамії, на території сучасного Іраку. Столиця — місто Аккад (шумер. Агаде). Була найбільшою державою свого часу.
Аккадська держава виникла внаслідок завойовницьких походів Саргона Стародавнього, який об'єднав під своєю владою землі шумерів та східних семітів (згодом аккадців), включивши в свої володіння всі номи Стародавньої Месопотамії і ряд сусідніх територій. Найвищої могутності Аккад досяг при онуці Саргона, Нарам-Суені, але вже наприкінці XXIII ст. до н. е.. держава занепала, а її основна територія потрапила під владу гірських племен Гутіїв.
В аккадську епоху були закладені основи державної системи наступних великих держав Месопотамії — Шумеро-Аккадського царства, Вавилонії та Ассирії. У народів Стародавнього Близького Сходу Аккад вважався еталонною державою, свого роду зразком древньої монархії.

## Територія
Корінна територія Аккада займала середню частину міжріччя Тигра і Євфрата, а точніше — північ Месопотамії і долину річки Діяла. В ранньодинастичний період ця область мала шумерську назву Кі-Урі (за іншими даними, цю назву мала лише долина Діяли) і включала в себе ряд номових держав, таких як Кіш, Сіппар, Ешнунна, Вавилон, Куту та ін. В процесі чисельних завоювань Аккад перетворився в найбільшу державу свого часу і став найбільшою з держав з тих, що існували до нього. Його територія простягалась «від Верхнього (Середземного) моря до Нижнього (Перської затоки) і включала північну частину майбутньої Фінікії, Сирію, примежеві райони Малої Азії, власне Месопотамію, частину Загросських гір» і Еламу (в сучасному Ірані). Після падіння Аккадського царства, в епоху III династії Ура назва «Аккад» стає усталеною назвою колишньої області Кі-Урі, оскільки Саргон і його наступники мали лише збиральні титули шумерських гегемонів, до яких додавали «Цар Аккаде» або замінювали на «цар чотирьох сторін світу». Надалі, після завоювання Вавилоном Нижньої Месопотамії, землі Шумеру і Аккаду отримали назву Вавилонія.

## Історія вивчення
Як особлива країна, а тим більше велика держава, Аккад був абсолютно невідомий європейцям до XIX століття. Про нього мовчать античні джерела, бо занепад цієї держави відбувся задовго до появи класичної полісної системи в Греції. Навіть у вцілілих фрагментах, вцілілої в еліністичну добу «Історії Вавилонії», авторство якої належить вавилонському жерцю Бер-ушу (Беросу), абсолютно немає повідомлень щодо цієї країни, бо землі Шумеру і Аккаду вже давно мали іншу назву — Вавилонія, або (іноді) Халдея. І лише в Біблії малась єдина згадка Аккаду, але він тут вважався одним з володінь міфічного царя Німрода, коментатори вагались з визначенням його місцезнаходження і вважали Аккад містом.
Перша наукова експедиція до Ірану і Месопотамії була здійснена ще в XVIII столітті німецько-данським вченим К. Нібуром, однак до XIX століття ассиріології як науки не існувало. Основною перепоною цьому була відсутність навичок читання клинописних джерел, зразки яких були зібрані ще європейцями в подорожах на Схід. Лише у 1802 році Г.-Ф. Гротефенд зробив перші кроки в дешифровці клинопису, проте, лише більш простого давньоперського, проте він сходив за формою знаків до месопотамського. Паралельно йому великий внесок був зроблений англійським дипломатом Г. Роулінсоном. В середині XIX століття відбувається активне розшифрування аккадського (вавилонсько-ассирійського) клинопису, найбільший внесок зробили Ж. Опперт і Е. Хінкс; в цей же час проводяться перші розкопки в Месопотамії.
Дослідження клинописних джерел дозволило ідентифікувати титул «царь Шумеру і Аккаду» (аккад.šar Šumeri u Akkadi), яким часто називали себе месопотамські правителі. В той самий час, під час розкопок XIX століття в Ассирії були знайдені літописи царів Тіглатпалассара I, Салманасара III і Сінаххеріба, в яких Аккадом називалась країна в Південній Месопотамії, в якій мешкав особливий народ. Неможливість традиційного читання ряду клинописних фрагментів або навіть цілих текстів, наштовхнула вчених на думку, що перед ними особлива мова, абсолютно не рідна вавилоно-ассирійській. Цю невідому мову вирішили назвати аккадською. Однак незабаром з'ясувалось, що аккадською (аккад. lišān ’Akkadî) називали свою мову власне вавилоняни і ассирійці. Тоді, виходячи з того ж титулу «šar Šumeri u Akkadi», невідому мову почали називати шумерська. Аккадською називається мова власне аккадців, так і їх нащадків — вавилонян і ассирійців.
Вивчення Аккада не являло собою якоїсь окремої галузі, а йшло в загальному руслі розвитку ассиріології. Оскільки столиця цієї держави до цього часу не була знайдена, знання щодо Аккаду доповнювались з інших месопотамських міст, які безпосередньо входили в склад держави. Археологічні дослідження XIX, та XX століття дали великий матеріал з історії культури цієї давньої держави. В руках вчених опинились численні адміністративні, правові і господарські документи, царські написи, релігійні і частиною — літературні пам'ятки, дипломатичні договори, світське листування, навіть шкільні тексти. Були знайдені різного роду стели, обеліски, руїни палаців, велика кількість циліндричних печаток, скульптури тощо. Паралельно здійснювалось вивчення аккадської мови, перша зведена праця з граматики і лексики була видана ще в 90-ті роки XIX століття Ф. Делічем. Було встановлено, що населення давньої держави говорило на його особливому, так званому староаккадському діалекті, який був попередником наступних вавилонських і ассирійських діалектів.

## Аккадці і шумери

Давні міста Міжріччя

Територія Нижньої Месопотамії, можливо, була заселена шумерами близько середини IV тисячоліття до н. е.
Приблизно на початку III тисячоліття до н. е. на землі Верхньої Месопотамії, імовірно з Аравійського півострова, переселяються східні семіти — пращури аккадців. З часом вони переймають у шумерів письменність, пристосувавши її під свою мову, а також міфологію і спосіб життя. Перші аккадські імена в Месопотамії з'являються в XXVII столітті до н. е. Семіти складали більшість населення в верхів'ях Тигра і середній течії Євфрату — містах Марі, Ашшур, Ніневія. В районі Кіша і Ніппура населення було змішаним, на південь від Ніппура було більше шумерів.
Співіснування народів було переважно мирним. Джерела не згадують конфлікти на національному ґрунті. Шумери чужинців не виділяли, а власне східні семіти мали таку ж самоназву «чорноголові» (аккад. ṣalmat qaqqadim).
З часом аккадська мова отримала більше поширення, що було пов'язано з її відносною простотою і можливістю використовувати мову як засіб міжетнічного спілкування. Після створення держави Саргона аккадська мова отримує статус державної. Однак пік семітизації шумерів припадає на наступну епоху — третю династію Ура. Наслідком цих процесів було формування нових народностей — вавилонян (з нащадків шумерів і аккадців південної Месопотамії) і ассирійців (нащадків семітського населення північної частини регіону).

## Історія

### Досаргонівська Месопотамія
Ранньодинастичний Шумер являв собою конгломерат безперервно воюючих між собою сторін міст-держав, або номів. Правителі найсильніших з них прагнули встановити контроль над сусідніми державами Півночі і Півдня Шумеру. У випадку, коли правитель визнавався в Ніппурі, він робився гегемоном Півдня і отримував титул «лугаль (цар) Країни»; якщо він займав Кіш, то він ставав гегемоном Півночі з титулом «лугаль Кіша» або (пізніше) «цар множин». Безперервні війни виснажили Шумер, що спонукало представників його аристократії, переважно південної, піти на компроміс і обрати собі єдиного, але підконтрольного їм лугаля.
Таким правителем наприкінці XXIV ст. до н. е. став Лугальзагесі — енсі Умми, який отримав титули «лугаль Урука» і «лугаль Країни». У 2316 році до н. е. він, головуючи коаліцію південних номів завдає поразки Півночі, розбивши енсі Кіша, Ур-Забабу. З цього часу, можливо вперше в історії, майже весь Шумер (окрім Лагаша) був об'єднаний під приводом єдиного правителя. Столицею держави Лугальзагесі став Урук, він також був обраний верховним жерцем в кожному з підконтрольних номів. Однак ця держава була лише конфедерацією, а влада Лугальзагесі була хиткою і цілком залежала від енсі, які його привели до трону.
Під час боротьби Лугальзагесі з непокірним Лагашу Уруінімгіною на Півночі виникло Аккадське царство.

### Саргон Аккадський

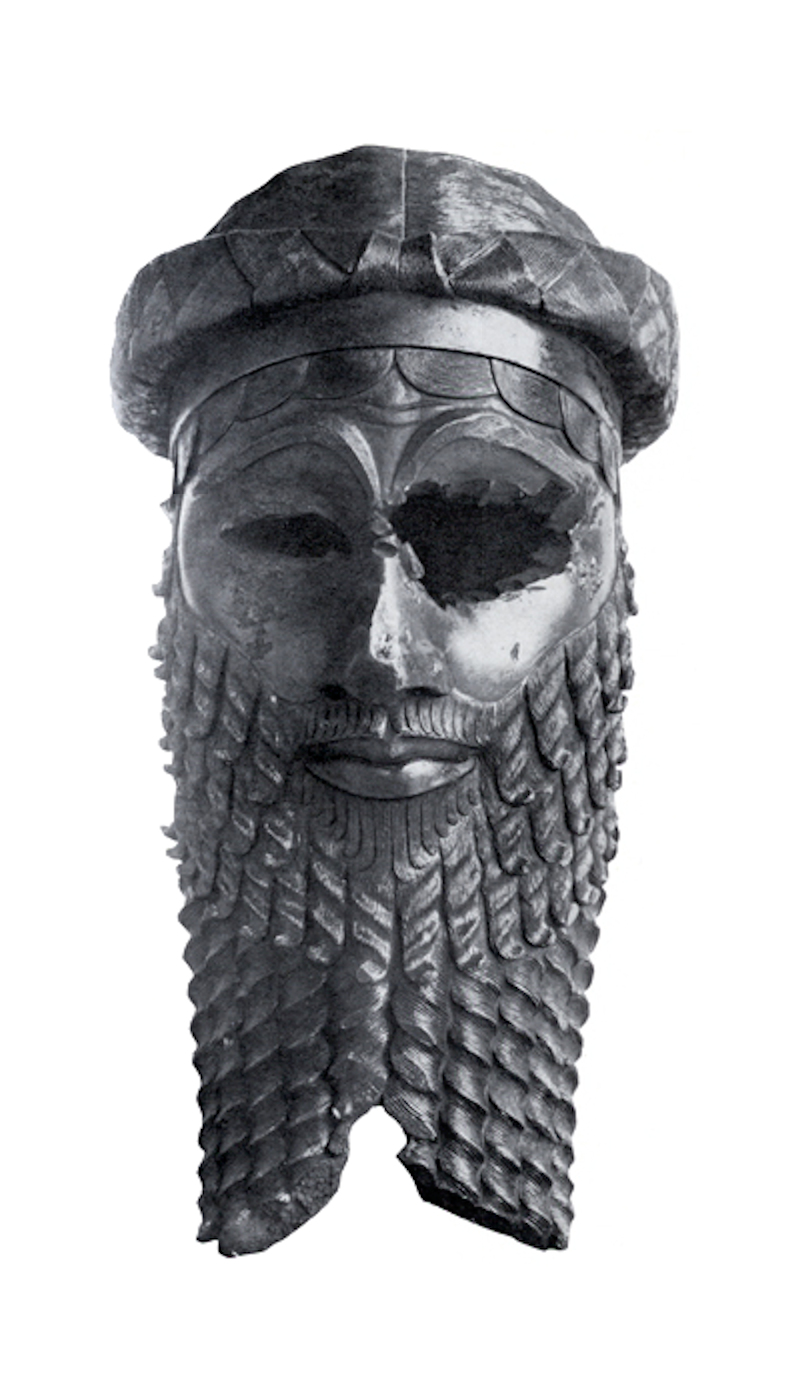
Бронзова голова скульптури царя Аккаду, імовірно, Саргона. бл. 2300 р. до н. е. Іракський музей, Багдад

Близько 2316 р. до н. е. в Кіші відбувається військовий переворот. Згідно традиції, після поразки від Лугальзагесі, царя Ур-Забабу повалив його садівник і кравчий, східний семіт, справжнє ім'я якого невідомо. Прагнучи виправдати узурпацію і приховати не аристократичне походження, він прийняв ім'я Шаррум-кен (аккад. Šarrum-ken «Цар правдивий», тобто Правдивий цар; в сучасній історіографії він відомий як Саргон Аккадський або Саргон Древній).
Отримавши титул північних гегемонів — «лугаль Кіша», він укріплює свою владу. Спираючись на масову підтримку простого населення, яке сформувало чисельне ополчення, Саргон веде успішні війни проти сусідніх номів. В перші три роки він завойовує землі Верхнього Євфрата і здійснює похід в Сирію. Владу Саргона визнає енсі Ебли, що дозволило йому вийти до «Верхнього моря» (Середземного).
На четвертий рік свого правління Саргон будує нову столицю — до цього незначне місто Аккаде (аккад. Akkadê), куди і переїжджає. Імовірно, це було зроблено для того, щоб не зв'язувати царську владу з традиційними шумерськими елітами і жрецтвом. До свого титулу «лугаль Кіша» Саргон додає «цар Аккаде». Почалась епоха нової держави. За ім'ям столиці вона називалась Аккад, а значна частина її населення, східні семіти, почали називатися аккадцями. Титулатура правителів нової держави мала в своєму складі лише збірку традиційних титулів шумерських гегемонів, до яких додавали — «цар (міста) Аккаде». Поняття Аккада як особливої області отримає поширення лише в останню епоху III династії Ура.
Зміцнивши свою позицію на Півночі, Саргон почав війну з Лугальзагесі. Згідно написів, царю протистояла могутня коаліція з 50 ти енсі. Близько 2312 року до н. е. коаліція зазнала поразки, а багато її ватажків (в тому числі Лугальзагесі) потрапили у полон. Тоді ж або раніше Саргон був визнаний в священному місті Ніппур і отримав титул «лугаль Країни». Лугальзагесі був доставлений в мідній клітині в Ніппур, де постав перед судом Енліля, що мало важливе ідеологічне значення для легітимності влади Саргона. Згідно вірувань шумерів, титул «лугаль Країни» надавався верховним богом Енлілем в його священному місті — Ніппурі, і забрати міг його лише він. Лугальзагесі був принижений і, швидше за все, страчений.
Вже в наступного року Саргону протистояв новий союз, який очолив дехто «людина з Ура». Згідно традиції, аккадському царю довелося зійтися в 34 битвах, після чого його воїни нарешті омили зброю в водах «Нижнього моря» (Перської затоки). Шумер був підкорений, але родова аристократія, була незадоволена позбавленням свобод і чекала зручного моменту для підняття нового заколоту.
Примиривши країну, цар почав її відновлювати. В одному з написів говориться щодо відбудування Кіша; відбувається діяльність в Ніппурі; організується заморська торгівля.
У 2305 році до н. е. Саргон здійснює великий похід в Сирію, до «кедрового лісу» і «срібним горам». Окрім того, були споряджені військові експедиції в Елам (захопили міста Аван і Сузи) і Сімуррум на верхньому Тигрі. При цьому сам Елам не був приєднаний до аккадської держави, проте він був поставлений в пряму політичну залежність від Аккаду. Головною метою походів було захоплення будівельного лісу, якого було мало в Месопотамії.
Підсумком численних завоювань Саргона було створення найбільшої з будь-коли існуючих до цього держав. Влада царя спиралась на значний земельний фонд, служилу знать і систему заручництва. Колишніми номами керували обранці царя або лояльні йому представники місцевих династій. Саргон намагався отримати ідеологічну підтримку жрецтва, протегуючи культам Аби — бога Аккаде, Забаби — бога Кішу і Енліля в Ніппурі. В країні споруджувались скульптури богів, а храми щедро обдаровували і перебудовувались, однак збільшення деспотичних тенденцій охолоджувало відносини між царем і жрецтвом.
Наприкінці правління цар зіткнувся з новим заколотом в своїй країні, але зміг його придушити. Становище аккадської династії було хитким.

### Сини Саргона

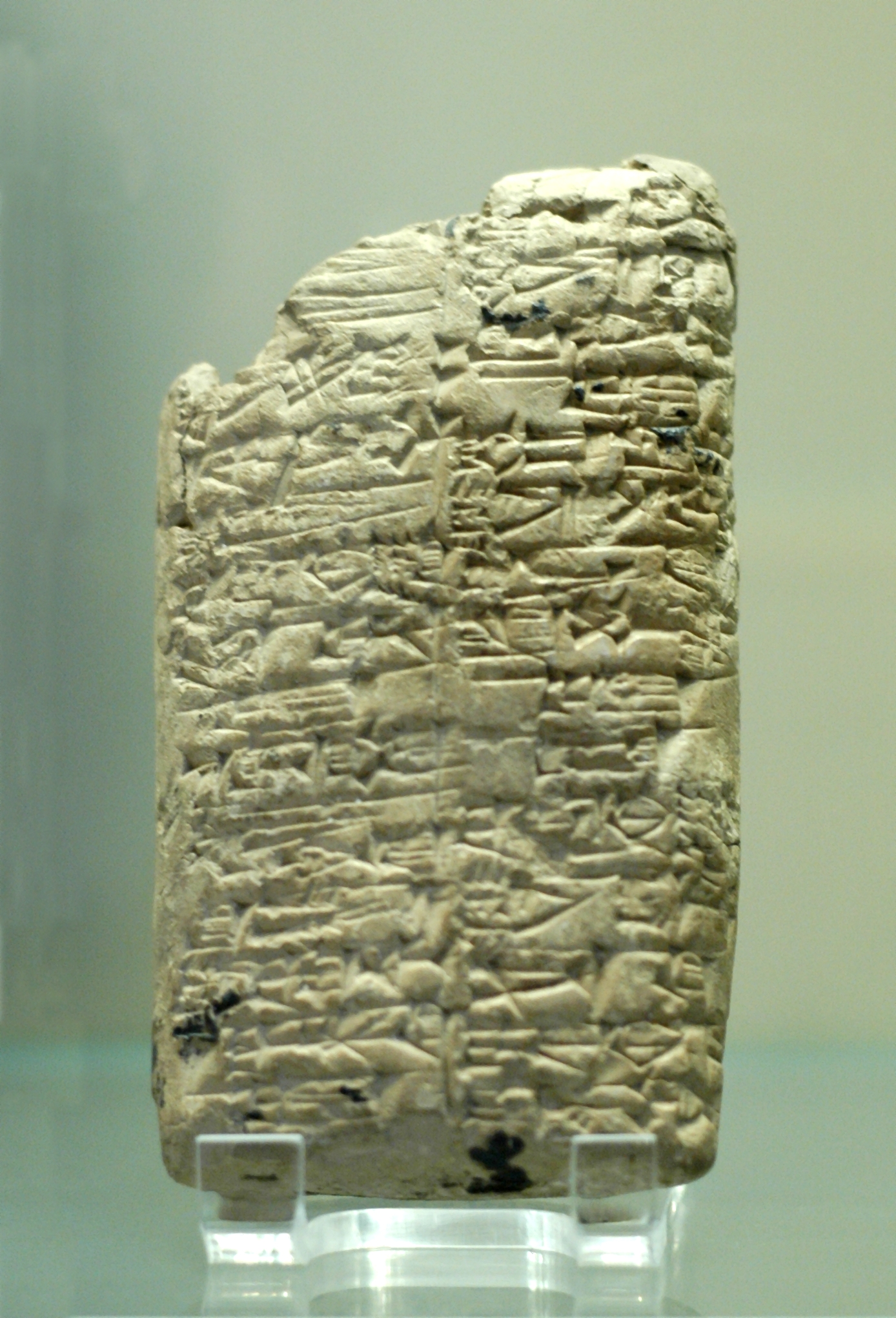
Табличка Рімуша (Лувр)

Після смерті Саргона царство перейшло до його сина Рімуша, який відразу зіткнувся з масштабним повстанням. Як написано на одній з глиняних табличок царя, «всі держави, які залишив мені мій батько Саргон, повстали проти мене і жодна з них не залишилась мені вірною». Під час кількох воєнних походів Рімуш відновив контроль над державою. Зміцнення порядку здійснювалося методами жахливого терору. Згідно напису на глиняній табличці, жертвами репресій стало близько 54 тисячі чоловік. Приблизно в цей самий час, з неясних причин, Рімуш відрікається від титулу «лугаль Держави». Після придушення повстань Рімуш здійснив похід в Елам проти держави царя Хішепратепа, зруйнувавши кілька міст. Далі він застосував каральні дії по відношенню до знов повсталих міст південно-східного Шумеру: Дера, Умми, Лагаша і Адаба. Згідно написів, були вбиті енсі захоплених міст і більш ніж 12 тисяч населення, взято в полон близько 20 тисяч. Замиривши Шумер, Рімуш здійснив наступний похід в Елам, здобувши перемогу в кровопролитному бою з царем Варахсе Апалкамаша. Можливо, були здійснені походи також і на північ, до Середземного моря.
Метою жорстоких розправ над населенням і знаттю було придушення повстань, що говорить про непопулярність аккадської династії. Не дивлячись на розв'язаний терор, становище Рімуша було хитким, і невдовзі він загинув в результаті змови знаті. За повідомленням Omina, «великі» закидали його кам'яними печатками (знаходитися зі зброєю біля царя, мабуть, було заборонено).
Боротьба з сепаратизмом була відновлена братом і наступником Рімуша на троні — Маніштушу. Для зміцнення свого стану він збільшував царський земельний фонд, купуючи землі спільноти. Подібно своїм попередникам, Маніштушу здійснив два походи в Елам, в область Аншана. Одна з експедицій була здійснена на кораблях через Перську затоку. Однак правління і цього царя виявилося недовгим і невдовзі він загинув насильницькою смертю.

### Нарам-Суен

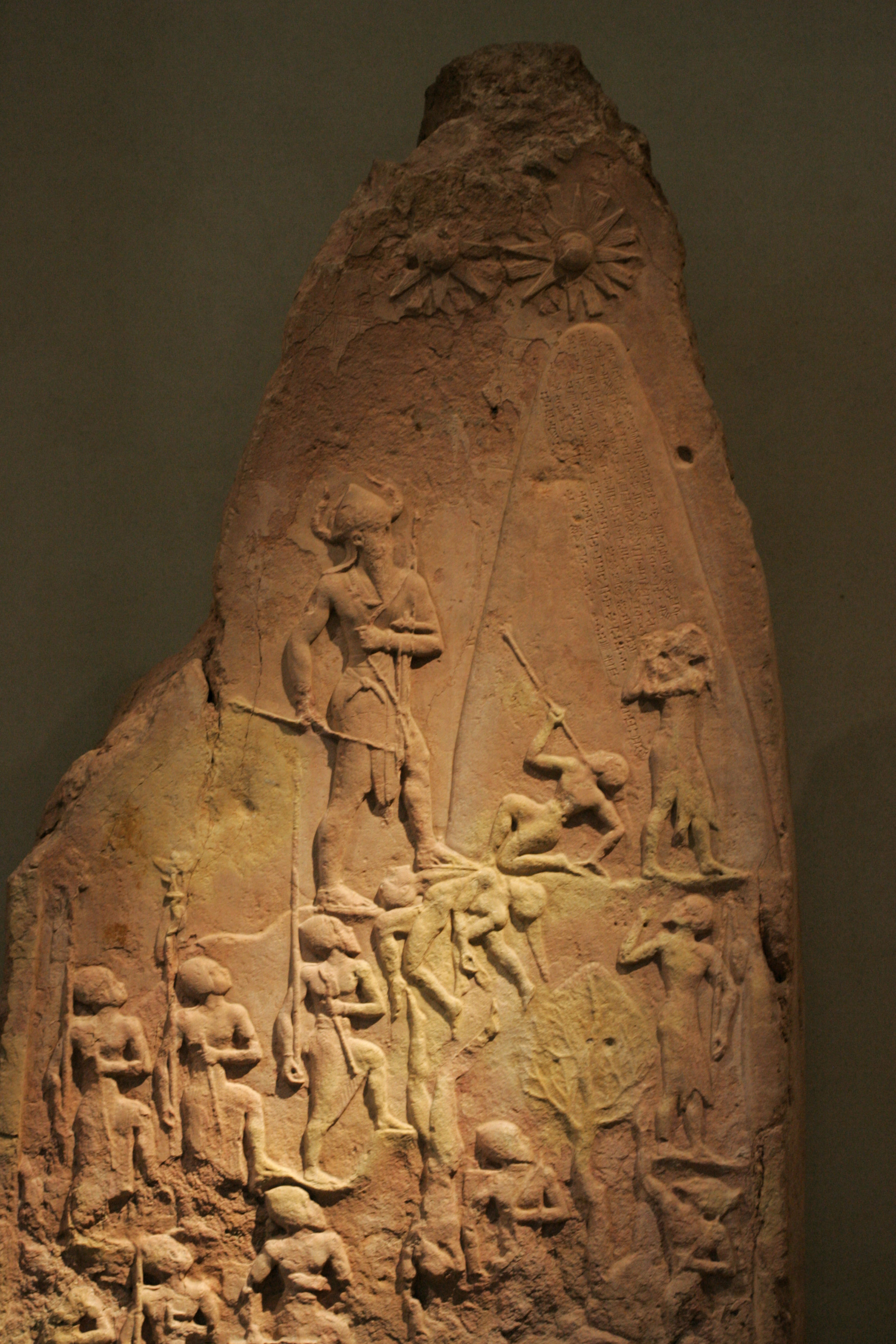
Стела, яка описує перемогу Нарам-Суена над луллубеями.

У 2236 році до н. е. державою почав керувати син і наступник Маніштушу — Нарам-Суен (Нарам-Сін). В його правління Аккад досяг вершини своєї могутності, і, подібно Саргону, цей цар став героєм пізніших легенд.
Початок правління Нарам-Суена відзначилось черговим повстанням. Цього разу повстання очолив дехто Іпхур-Кіш, який прийшов до влади в Кіші в результаті масових хвилювань. До того часу вже була ліквідована автономія цього ному, що, судячи з всього, створювало додаткові приводи для невдоволення. До повстання приєднались і інші міста; в джерелах згадані Ніппур, Умма, Урук і Марі. Як і всі попередні, це повстання було також жорстоко придушене.
Для стабілізації ситуації цар здійснив кілька реформ в системі управління державою. На відміну від практики заручництва, він намагався замінити представників місцевої знаті на посадах енсі своїми родичами або ставлениками. Його сини керували окремими номами (в Туттулі і Мараді), дочки й онуки — жрицями вищого рангу в Урі і Марі; в Лагаші був його чиновник, людина незнатного роду з ім'ям Лугальушумгаль. Окрім того, Нарам-Суен і його сини будували храми; жерці (в Лагаші) мали ряд привілеїв у землекористуванні. Все це повинно було зміцнити союз царя з жрецтвом.
Такі дії, мали свої плоди, що дозволило Нарам-Суену почати масштабну завойовницьку діяльність. Однією з перших цілей став Маган. В написах йде мова про перемоги «в дев'яти походах за рік», взяли у полон трьох царів і отримав поразку цар Магану — Маніум. Була здійснена велика воєнна компанія в Сирію, під час якої Нарам-Суен знищив державу Ебла, зруйнував Арманум, переміг диданів. У підсумку Північна Сирія ввійшла в склад Аккадської держави. Іншим напрямком зовнішньополітичної діяльності Нарам-Суена була Північна Месопотамія. Про похід проти гірських племен луллубеїв розповідає відома кам'яна стела Нарам-Суена. Є деякі відомості щодо війни проти міста-держави Тальхатум; до цього часу належить спорудження застави в Тель-Браке. Елам, який був під прямою політичною залежністю від Аккаду, спробував відокремитися, що призвело до походу Нарам-Суена в цю країну. Підсумком його були — полон царя Варахсе і договір з правителем Авана. І хоча офіційного приєднання Авана не відбулося, Елам фактично залишився під впливом держави, а в Сузах знаходився аккадський посланець.
Для укріплення своєї влади Нарам-Суен вживає кілька серйозних ідеологічних кроків. Він відкидає традиційні титули шумерських гегемонів, приймаючи єдиний, але всеосяжний — «цар чотирьох сторін світу». Більш того, вперше в історії Месопотамії запроваджується прижиттєвий культ царя. Відтепер він зветься «бог Аккада», до його імені приєднується детермінатив божества (d, dingir), і навіть верховний жрець Енліля в Ніппурі називає себе його рабом. Своєму онуку Нарам-Суен дав ім'я Шаркалішаррі (аккад. «цар усіх царів»), а другому сину — Бінкалішаррі (аккад. «нащадок всіх царів»).
Культ царя-бога викликав невдоволення жерців традиційних богів, що дало привід до написання низки тенденційних історико-дидактичних поем, що приписували царю всілякі злидні. Одна з них, створена жерцями Ніппура, звинувачує Нарам-Суена в опоганенні Екура — головного святилища Енліля і повідомляє, що за це він і столиця були прокляті богами.
Конфлікт з жрецтвом відбувався на фоні інших потрясінь. З неясних причин була пошкоджена іригаційна система; в країні почався голод.
До кінця правління Нарам-Суена ускладнилось становище і на зовнішніх кордонах держави. Аккад був вимушений перейти до оборонних дій. Державі тепер одночасно потрібно було протистояти натиску степових кочівників заходу, вторгненню варварів Загроса і нападам еламітів зі сходу. Проте особливу небезпеку являли собою племена кутіїв, в одному з походів проти яких, мабуть, загинув і сам цар.

### Ослаблення держави і вторгнення гутіїв

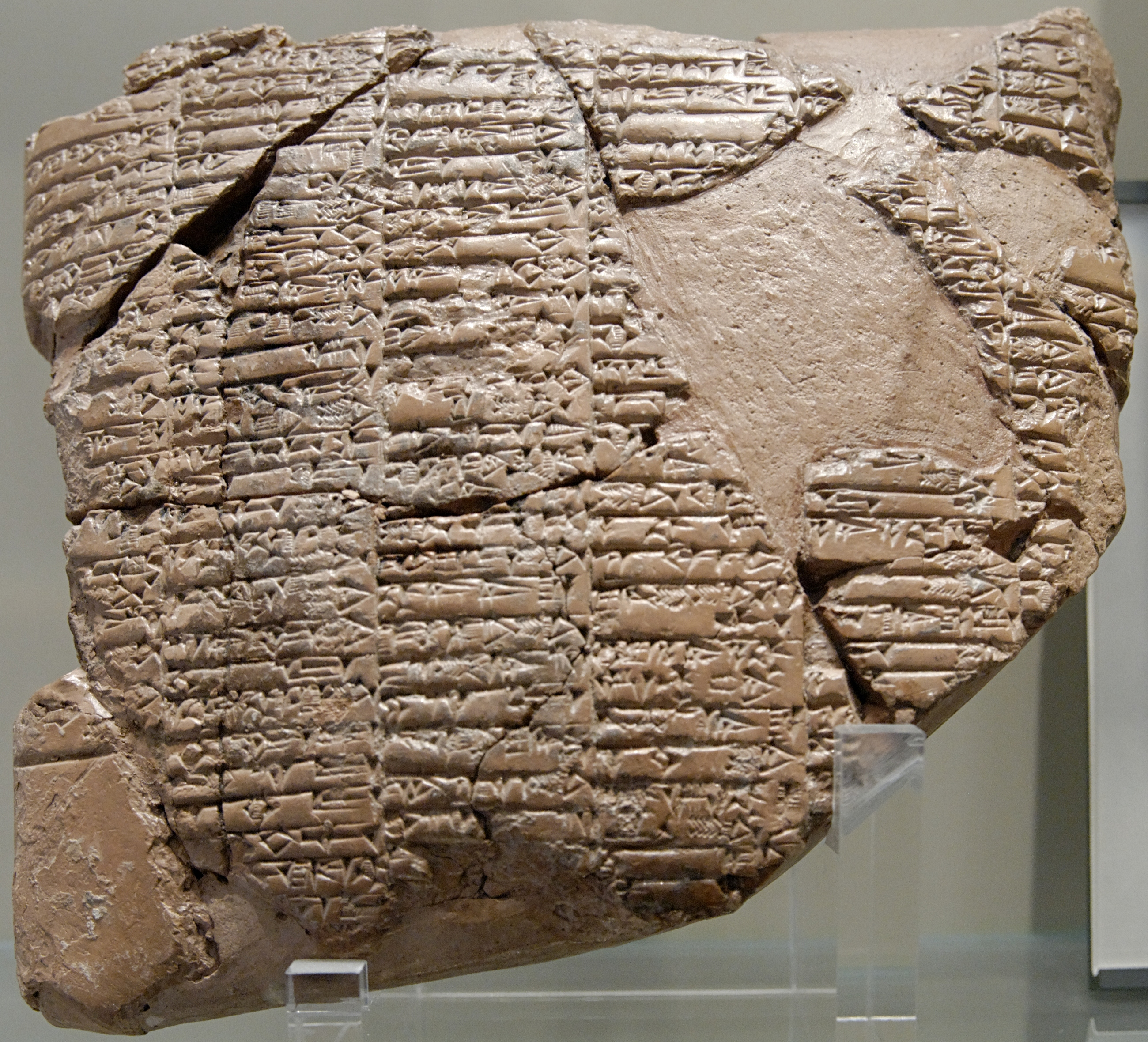
Договір Нарам-Суена з Еламом

Вже Наран-Суену довелось зіштовхнутись з першими ознаками кризи держави. Занепад торгівлі, традиційний сепаратизм, конфлікти зі жрецтвом — все це наклалось на нові серйозні економічні і зовнішьополітичні проблеми. Найбільшу загрозу становили горні племена гутіїв, проникнення яких в Месопотамію призводило до руйнування іригаційної системи. Всі ці проблеми належало вирішити онуку і спадкоємцю Нарам-Суена — Шаркалішаррі (2200—2176 рр. до н. е.).
Відразу після смерті Нарам-Суена, гутії під керівництвом Енрідавазіра напали на Аккад. Енрідавазір досяг Сіппара, де наказав зробити на свою честь напис, який називав його «царем чотирьох сторін світу». В це самий час відбувається чергове масове повстання міст. Також, з заходу йшли амореї, зі сходу здійснювали напади еламіти. На півночі відбувалась активізація хуритського населення.
З неясних причин Шаркалішаррі відмовляється від пишного титулу «цар чотирьох сторін світу», обмежившись титулом «цар Аккаде», хоча іноді приєднував до свого імені титул бога. Можливо, він завдає кілька поразок кутіям; одного з їх вождів — Сарлагаба — він взяв у полон. Помірно Шаркалішаррі витісняє ці племена і відновлює владу Аккаде, але лише в межах Нижньої Месопотамії. Він також відбив напад еламітів на Акшак і здійснив похід проти амореїв. Джерел цього часу дуже мало. Відомо, що цар веде якесь будівництво в Сіппарі, Ніппурі і Вавилоні (це перша згадка про Вавилон в письмових джерелах), отримував данину з Лагаша і Умми.
Разом з тим, стан в країні залишався критичним. Держава була близька до розпаду. Елам повністю відновив незалежність. На півночі виникла велика хуритська держава з центром в Уркеші; неподалік — «царство луллубеїв». Приблизно саме в цей час невідомі північні племена (хурити або кутії) пограбували Ашшур і кілька інших міст на середній течії Тигра.
Скориставшись заворушеннями, гутії закріпились в Месопотамії і почали активно втручатися у внутрішньополітичну боротьбу в державі.

### Занепад Аккаду
Після смерті Шаркалішарри у 2176 р. до н. е. Аккад впродовж трьох років (2176—2173 до н. е.) знаходився в стані хаосу. Однією з причин стала боротьба за владу, коли з'явилось відразу декілька претендентів на престол. Вони були лише тінню минулих аккадських правителів і ввійшли в «Царський список» під зневажливими іменами — Ігігі, Нанум, Імі і Елулу. Більш того, ті, хто складав списки знали точно, хто з них дійсно був царем, а хто лише претендентом («Хто був царем, а хто не був царем?»).
На фоні цього відбувалась подальша деградація держави. Гутії активно брали участь у внутрішьополітичній боротьбі: їх правитель Елулу-Меш виступав як претендент на аккадський престол (був занесений в «Царський список» під іменем Улулу).
Останню спробу відновлення держави здійснив Дуду з династії Саргона. Йому навіть вдалося на деякий час відновити Аккадське царство, проте в значно менших кордонах. Ім'я Дуду також носить зменшувальний характер; не виключено, що він вже фактично залежав від гутіїв.
Останнім аккадським царем був син Дуду — Шу-турул. Під час його царювання Аккадська держава остаточно прийшла в занепад. Відділились шумерські номи зі своїми династіями, в тому числі IV династія Урука і II династія Лагаша. Після смерті Шу-турула бл. 2137 до н. е. гутії знищили Аккадську державу, захопивши і зруйнувавши його столицю. В Месопотамії остаточно встановилася влада іноземців.

## Держава

### Царська влада

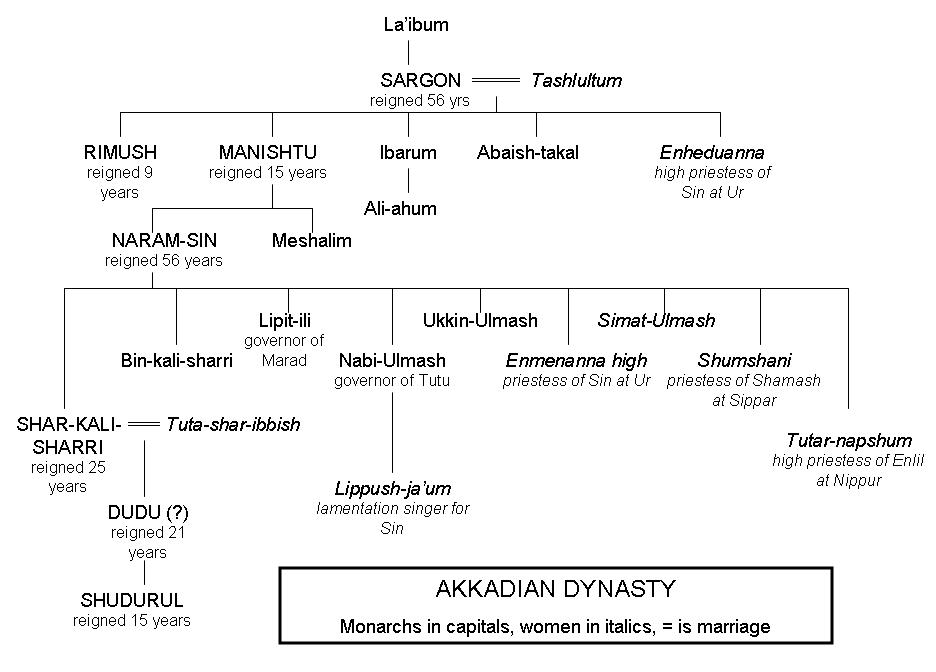
Генеалогічне дерево аккадської династії (саргоніди)

На думку більшості дослідників, Аккад був деспотичною державою, де царю належала фактично абсолютна, необмежена влада. З іншого боку, є низка факторів, перетнути які аккадський правитель не міг. Одним з найголовніших було те, що цар ніколи не був верховним власником на землю, тому не міг розпоряджатися нею за своїм бажанням.
Аккад став першим досвідом створення в Месопотамії держави нового типу — централізованого, з могутньою царською владою, що було фактично невідомо шумерським містам Раннєдинастичного періоду. Саме в цей час були закладені основи політичної системи наступних месопотамських держав — Шумеро-Аккадського царства, Вавилонії і Ассирії. Ці перші кроки робились важко, долаючи опір традиційних інститутів і значної частини еліти, що часто приводило до масштбних повстань, сепаратизму і заколотам.
В період становлення нової держави дії Саргона, мали підтримку, проте далі вона почала слабшати. Головну опору царської влади становила служила аристократія, а також значний за своїм розміром (40-50 % від загальної кількості) фонд землі, який належав царю.
Спочатку царі використовували збиральну титулатуру шумерських гегемонів — «лугаль (цар) Країни» і «лугаль Кіша» (аккад. «цар множин»), до яких ще Саргон додав новий — «цар Аккаде». Низка титулів не був постійним; відомо, що в свій час, Рімуш відмовився від титулу «лугаль (цар) Країни», а Нарам-Суен відкинув всі традиційні титули, прийнявши новий, але всеохопний — «цар чотирьох сторін світу».
Прагнучи отримати підтримку жрецтва, Саргоніди протегували різноманітним культам, особливо Аби (бога Аккаде), Забаби (бога Кіша) і верховного бога Енліля (головне святилище знаходилося в Ніппурі). Будувались храми, які щедро обдаровувались, однак деспотичні наміри аккадських царів сильно охолоджували стосунки зі жрецтвом.
Вже ранні правителі династії Аккаде іноді неофіційно користувались почестями, подібно героям древності. Проте рішучі кроки а цьому напрямку були зроблені Нарам-Суеном. Він вводить новий титул «бог Аккаде», а перед його ім'ям ставиться детермінатив божества. Але в Месопотамії, на відміну від Єгипту, божественність не була властивістю самої царської влади: перші правителі могли мати божественність, інші — ні. Цар також був главою релігійного культу, він міг призначати верховних жерців підконтрольних міст. Крім того, в його повну титулатуру входили жрецькі звання, пов'язані з культами найважливіших божеств — Аби, Анума, Елліля, Еа, Астар (Іштар) і Ануніт.

### Система управління
Країна поділялась на територіальні общини або номи — наступники шумерських міст-держав. На чолі їх стояли призначені «сини (тобто громадяни) Аккаде» з титулами енсі або шагана (намісника). Як правило, це були люди нешляхетського походження, як лагашський енсі Лугальушумгаль, зобов'язані своїм становищем царю і тому відносно надійні. Однак на місцях продовжували правити і представники старих номових династій, які були лояльні царю. Деякою автономією первісно користувався Кіш, де при владі знаходилась його IV династія, проте вже в правління Рімуша або Маніштушу ця автономія була ліквідована. Для контролю над територіями, які офіційно не входили у склад країни, але були в прямій політичній залежності (таких як Елам), біля їх правителів знаходився спеціальний наглядач — суккаль.
Щоб утримувати родову аристократію в підпорядкуванні, Саргон тримав в столиці заручників з її оточення. Нарам-Суен спробував замінити такий порядок призначенням на місця своїх синів і родичів. Окрім того, він ставив своїх доньок жрицями вищих рангів в храмах найважливіших номових божеств.
Ситуація в країні була нестабільною, жрецтво і аристократія були дуже невдоволені царською політикою, а відцентрові тенденції мали постійний характер. Протягом всієї історії царства аккадським царям постійно доводилося мати справу з численними повстаннями.

### Військо

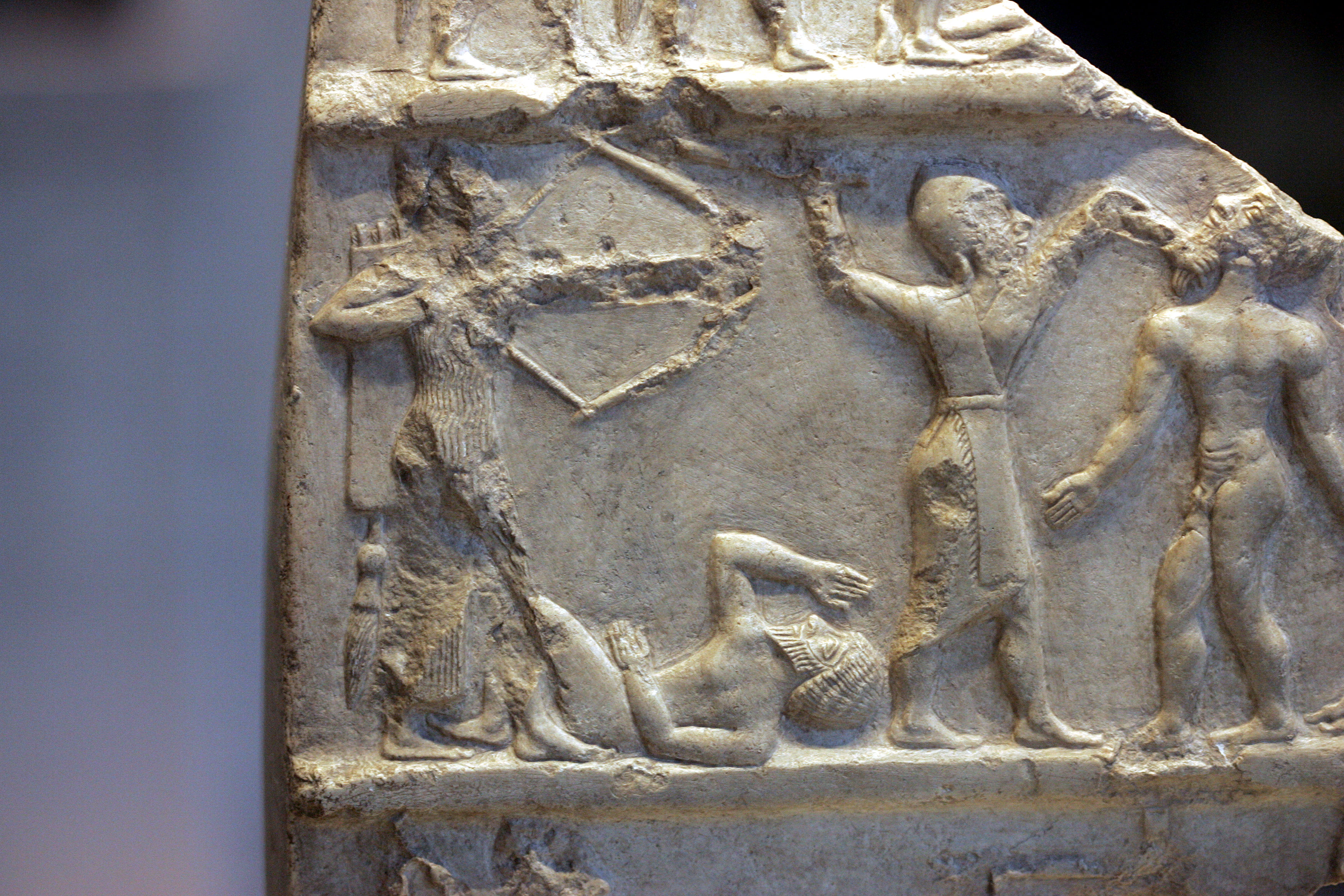
Сцена битви на стелі Рімуша.

Саргон зробив реформу армії, створивши військо принципово нового для Месопотамії типу. Традиційній важкій шумерській фаланзі він протиставляв численну легку піхоту і розсипний лад. Широко почали використовуватися лучники, що раніш було рідкісним явищем, можливо внаслідок дефіциту в Шумерії якісної деревини.
Армія створювалась на основі ополчення, що забезпечувало її чисельність і ефективність в боротьбі проти шумерських фаланг. В роки створення держави ополчення було, мабуть, добровільним, проте потім почався примусовий набір, однак були також і професійні воїни. В одному з написів від імені Саргона розповідається, що «5400 людей кожного дня перед ним їдять хліб».
Аккадське військо поділялось на загони лучників, загони списоносців і загони сокироносців. Кожен з них мав тільки один вид наступальної зброї. Для захисту використовувався лише гострокінцевий мідний шолом. Одяг аккадських воїнів також був простим. В більшості випадків він складався з легкого поясу, іноді з доволі довгої смуги тканини, щоб перекинути один її кінець через плече. Зброя царя відрізнялась лише перев'яззю і сандалями або торочкуватим одягом замість гладкого.
Спираючись на нове військо, аккадські царі зуміли не тільки об'єднати розрізнені держави Месопотамії, але і приєднати до своїх володінь частину сусідніх територій, створивши наймогутнішу з держав, що коли-небудь до цього існували.

### Податки
На думку багатьох вчених, в Аккаді не існувало повноцінної системи податків на державному рівні. Можливо, мали місце лише різного роду побори для потреб храмів тощо, що було відомо і в попередню епоху. Якщо вірити одній з більш пізніх історико-дидактичних поем, то ще з часів Саргона всі енсі і шагани повинні були кожного місяця, а також на Новий рік відправляти жертовні дари, що можна розглядати як своєрідну форму податку.
Окрім цього, ще в ранньодинастичний період існували різні суспільні роботи, головним чином з будівництва і підтримці іригаційної системи. Очевидно, що такі повинності зберігались і під час Аккадського царства.

### Столиця
Сильна руйнація, яку зазнала столиця держави — Аккаде (шумер. Агаде), мабуть, і стала причиною того, що руїни цього міста до сьогодні не знайдені.
Все, що нам відомо щодо аккадської столиці, ми отримали з письмових джерел, в яких є згадки про це місто. Швидше за все, воно знаходилося на півночі Нижньої Месопотамії, імовірно — в номі Сіппар. Окрім цього, він був портом (давні тексти згадують кораблі, які причалюють в Аккаде) і, відповідно, розміщувався на березі річки або спеціально виритого каналу. Відомо також, що Аккаде був центром поклоніння богу Аби.

## Економіка

### Сільське господарство і земельні відносини
Основу економіки держави, як і раніш, складало сільське господарство. Найбільший прибуток приносило іригаційне землеробство, яке застосовувалось в Нижній Месопотамії, в той час як на півночі воно було, в більшості, неполивним (богарним). Іригація передбачала цілий комплекс засобів з розподілення водних ресурсів і забезпеченню їх резервів. Крім цього, необхідно було протистояти сильним розливам річок і вчасно піклуватись про попередження повеней. Іригаційна система була сформована ще шумерами і загальних рисах являла собою наступне.
Річки Євфрат і Тигр мали численні природні відгалуження, рукави і протоки; найбільші з них були Ірніна й Ітурунгаль у Євфрата, а також І-Ніна-гена-канал, який вважався нижньою течією Тигру. Від природних водних артерій відходили рукотворні канали. Найбільші з них — магістральні — мали особливі імена — Арахту, Апкаллату, Ме-Енліла тощо. В свою чергу, від магістральних каналів відводились менші. Для накопичення вод весняної повені використовувались спеціальні басейни.
Більшу частину займали посіви ячменю. Пшениця, через чутливість до засолення, використовувалась все рідше. Найважливішою олійною культурою в Месопотамії завжди був сезам (кунжут). Головною садовою культурою Шумеру і Аккаду була фінікова пальма (а точніше — фінік пальчастий). На півночі Месопотамії були відповідні природні умови для вирощування плодових дерев. Крім цього, було розповсюджено культивування городних культур — цибулі, салату тощо.
Важливе, хоча і другорядне, значення мало скотарство. Вирощували як велику так і малу рогату худобу (кози, вівці). Як тяглову силу іноді використовували онагрів. Достатньо широко розповсюджене було рибальство.
В порівнянні з Ранньодинастичним періодом, відомостей щодо земельних відносин в аккадський період менше. Важливою відмінністю від попереднього господарського укладу був більш світський характер землеволодіння. Передбачається, що зниження ролі храмового землеволодіння, характерного для Ранньодинастичного періоду, було пов'язано саме зі створенням Аккадської держави. Земля, вочевидь поділялася на общинну і державну (царсько-храмову). Першою володіли так звані «доми» ('шумер. е, аккад. бітум) — патріархальні великосімейні общини; друга формально належала місцевим богам (богу), але фактично нею на правах посередників розпоряджалась царсько-храмова адміністрація.
Цар не був верховним власником земель держави, а для розширення свого фонду йому було необхідно купувати їх у тих самих «домів». Така купівля, вочевидь, могла здійснюватися під тиском і за зниженою вартістю, але у всякому випадку ці заходи дозволили аккадським правителям створити великий фонд. Збереглися свідчення щодо вартості землі. Компенсація нараховувалась з розрахунку 31/3 гур зерна з одного іку землі при встановленій вартості 1 гур зерна в 1 сікль срібла.
Царсько-храмова земля поділялась на ділянки, які на відповідних умовах віддавалась під обробку різним людям, насамперед з державного сектора.

### Ремесло і торгівля. Зовнішні зв'язки
Від попередніх періодів Аккад успадкував технології різних ремесел. Тут були розвинені гончарне виробництво, металургія, різьблення по каменю, ткацтво, суднобудування та ін. Однак для виготовлення багатьох цінних речей були необхідні матеріали, які в Месопотамії не зустрічались або були дуже рідкісні. Тому важливу роль відігравала міжнародна торгівля.
Торгівля в епоху Ранньої Давності, як правило, відбувалась за бартерним принципом, хоча поступово з'являлись грошові еквіваленти; в Месопотамії це був лом дорогоцінних металів, частіше за все срібла. Головним багатством країни був хліб, який вона успішно постачала в сусідні землі. На заміну вона отримувала необхідні їй матеріали, аналіз яких дозволяє встановити їх походження. Так, Елам і Східне Середземномор'я цікавили Аккад як джерело якісного будівного лісу. Маган був одним із найкращих поставників міді. Розвивалася і посередницька торгівля. Ще в Ранньодинастичну епоху було відомо про родовища лазуриту в Центральній Азії (Бадахшан), шлях до яких тягнувся через Елам. Саргоніди підтримували тісні зв'язки з «чорною країною» — Мелуххой, звідки, при посередництві Дільмуна, доправлявся сердолік і золото. Зв'язки з цивілізацією долини Інду підтримувались через море, хоча не виключається і можливість здійснення іноземних торговельних шляхів. Під час розкопок в культурному шарі аккадської епохи було знайдено велике число циліндрів з написами писемності долини Інду.
Тим не менш, в аккадську епоху був дефіцит лазуриту і олова. Дефіцит олова відзначився на погіршенні якості бронзи.
Міжнародна торгівля, як правило, була державною. Ще в Ранньодинастичний період споряджалися спеціальні агенти — тамкари (аккад. tamkārum). Однак виробничої потужності цивілізації не вистачало для того, щоб задовольнити свої потреби в ресурсах. В цьому випадку вона вдавалася до грабунків сусідніх територій або приєднувала їх до своїх земель. Розширення кордонів держави Саргоном, а також введення для всієї країни календаря, системи мір і ваги призвело до розквіту торгівлі. Царюванню Саргона пізня традиція приписувала створення системи доріг і «псевдоітінерарія» — списку областей і міст з зазначенням відстані між ними.

## Суспільство
Відомості щодо структури аккадського суспільства малі і дозволяють вченим робити лише загальні висновки.
Основною суспільною одиницею Месопотамії аккадського періоду був «Будинок», який шумерською називався е (è), а аккадською бітум (bītum). Будинок являв собою групу родинних великих сімей або рід, який вважає, що він походить від реального або міфічного предка. На чолі дому стояв батько сімейства — патріарх, який мав певні владні повноваження щодо молодших родичів. Глави сімейств брали участь у діяльності місцевих рад, а представники найбільш поважних домів складали родову аристократію.
Окрім місцевої родової, існувала і служила аристократія. Часто це були люди незнатного походження, зобов'язані своїм висуненням царю. Вони і були опорою аккадської династії. Важливу роль в Давній Месопотамії завжди відігравало жрецтво. Первісно пов'язане з новою аристократією, воно тепер підпадає під контроль держави. Тісно пов'язаним з жрецтвом була храмова адміністрація — різноманітні обліковці, писарі, архіваріуси тощо. В їх обов'язки входило управління царсько-храмовим господарством, організація робіт, розподілення ресурсів, видача пайків тощо.
Основне населення держави складали рядові общинники, які знаходились у підпорядкуванні у глав домів, а також трудовий персонал царсько-храмових господарств, який позначався шумерським терміном гу́руш. В аккадську епоху їхнє становище погіршується: якщо раніше їм видавався певний наділ за встановлену частку зерна, то тепер вони працювали більше за пайки, що дозволяло подовжувати їх робочий день на розсуд начальства.
Через постійні війни в аккадську епоху збільшується кількість рабів (шумер. еред, нгеме, аккад. ва́рдум), але і тоді їх кількість була незначна. Аккад, як і більшість держав Стародавнього Сходу, не можна вважати рабовласницькою державою в повному сенсі цього слова. Основним виробником були не раби, а рядові общинники або робітники царсько-храмових господарств. Більш-менш поширеною була праця рабинь нгеме. Рами-чоловіки (еред) використовувались набагато рідше в силу їх норовливості і недостатньої сили ранніх суспільств тримати їх в покорі. Як показують дослідження, рабство в Аккаді було патріархальним: слуги допомагали сім'ї по господарству, але при цьому не були єдиним джерелом її добробуту, як це було, наприклад, в Стародавньому Римі.

## Культура
В культурі і мистецтві аккадського періоду головним мотивом була ідея героя. Це або цар-бог незнатного походження, який зміг домогтися влади, зібрати і повести за собою велику армію, об'єднати землі Межиріччя і рушити в похід і далекі землі (Саргон Аккадський і Нарам-Суен). Або це була людина з низів суспільства, яка завдяки своїй силі і здібностям відзначилась в військових походах і піднесена царем. Таким чином, в мистецтві аккадці надавали велику увагу особистості людини, на відміну від шумерів у попередній період.

### Архітектура
Архітектура аккадського періоду розвивалась в загальному руслі месопотамської архітектури, зберігаючи її традиційні прийоми, такі як горизонтальне розділення стін шляхом чергування виступів (пілястр) і ніш, спорудження храмів на штучних височинах тощо.
Царі Аккаду вели активну будівельну діяльність. Вони перебудовували храми і святилища, споруджували палаци і фортеці. Однак до наших днів збереглося дуже мало слідів аккадських будівель. Це викликано, по-перше, анархією після падіння Аккада, під час якої багато будівель було зруйновано, а по-друге політикою царів 3-ї династії Ура, які, відновлюючи після руйнацій давні храми і зикурати, свідомо знищували свідоцтва робіт часів Аккаду. У 1899–1900 роках Г. Ф. Гілпрехт знайшов в Ніппурі фундамент зикурата, закладеного Саргоном Аккадським, який знаходився під зикуратом епохи 3-ї династії Ура.

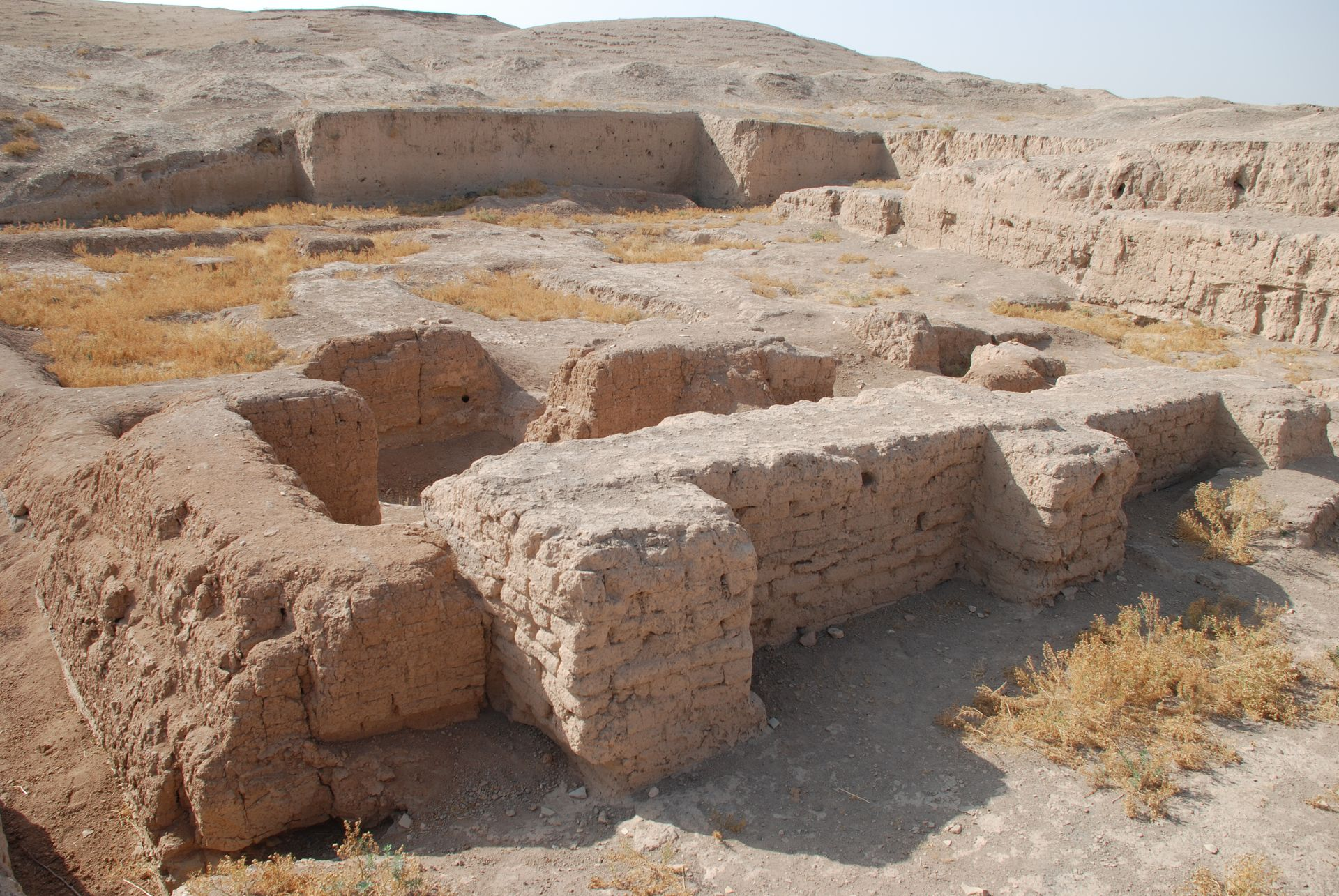
Розкопаний Маллоуеном палац Нарам-Суена, нижня південна частина

Найліпше зберігся зразок аккадської архітектури в Тель-Браке Максом Маллоуеном. Будівля, від якої залишився лише фундамент, була названа палацом. Однак, скоріш за все, це був форпост для охорони торгівлі Аккаду з мешканцями Малої Азії. «Палац», який датується царюванням Нарам-Суена, був квадратний у плані, зі сторонами близько 100 м. Зовнішні стіни дуже товсті. Всередині були розміщені численні комори і внутрішні дворики. Форпост був пограбований і знищений пожежею з падінням Аккаду.
У давньому місті Ешнунна знайдені фундаменти численних приватних домівок і огороджувальних мурів аккадського періоду, а також велика житлова будівля, яка має назву Північний Палац. Будівля складалася з трьох великих частин. Південна частина являла собою внутрішнє подвір'я, яке оточене невеличкими кімнатами. Знайдені в ньому дзеркала, прикраси і туалетні аксесуари говорять про те, що тут знаходились жінки. В центральній частині будівлі була анфілада житлових і парадних кімнат. Північна частина складалась з службових приміщень і системи двориків, яке вели до головного входу. В східній частині будівлі малось декілька маленьких туалетних кімнат зі спорудами з обпаленої цегли, які мають водостік, який виходить за межі споруди. В Урі Леонардом Вуллі досліджено близько 400 аккадських поховань.

### Скульптура

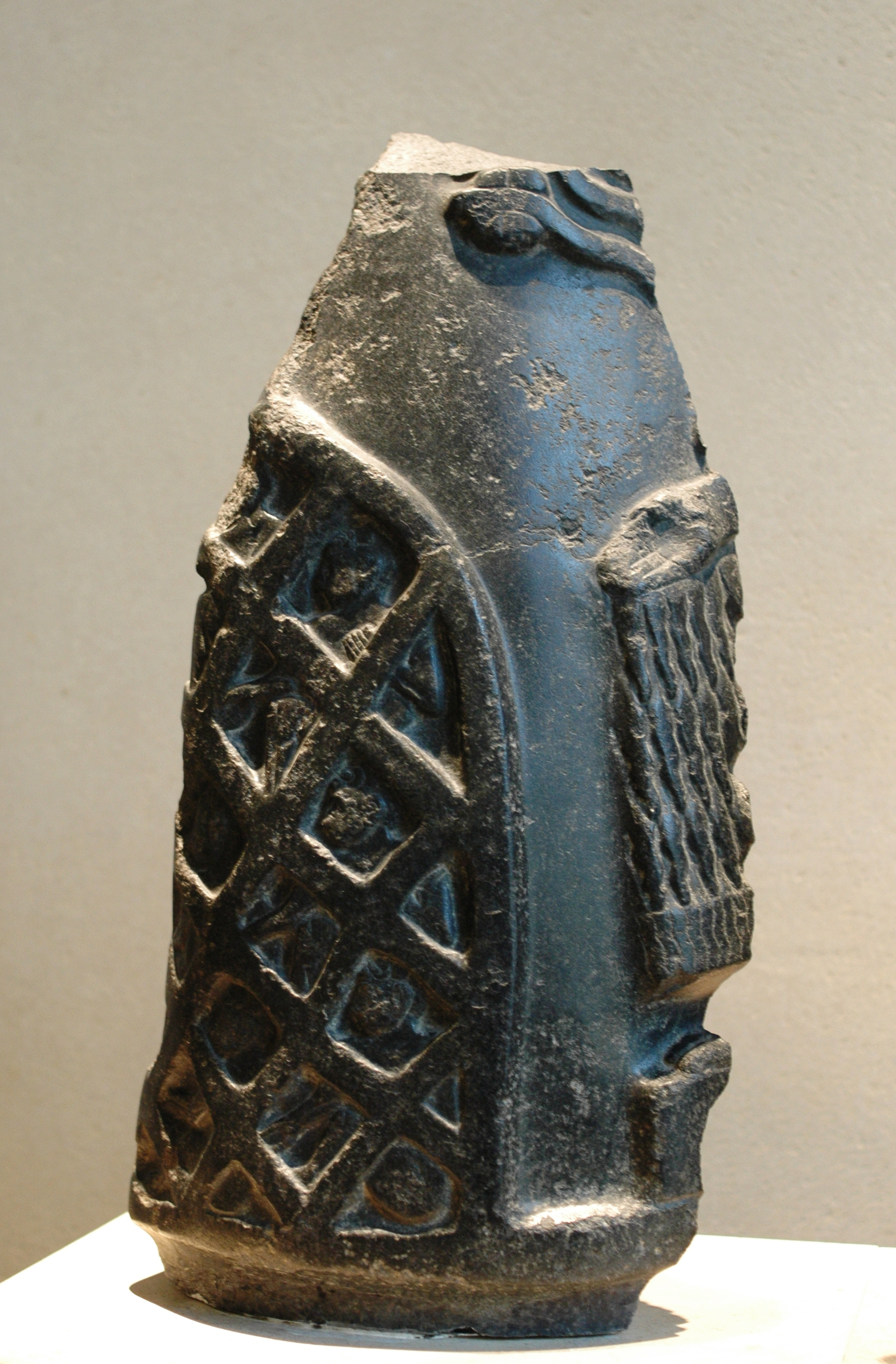
Переможна стела одного з Аккадських царів.Лувр

До наших днів вціліло дуже мало зразків аккадської скульптури. Найвідоміші — це бронзова голова аккадського правителя, скульптура і чорний обеліск Маніштушу.
Голова скульптури аккадського царя знайдена Максом Меллоуеном в Ніневії, в руїнах храму Іштар. Меллоуен визначив статую як зображення Саргона Аккадського, зроблене за наказом його сина Маніштушу, який вважається засновником храму. В цілому, аккадським скульптурам вдалось досягти великого реалізму, ніж їх шумерським попередникам. Саргон зображений з зачіскою «шолом-перука», вусами і розділеною бородою. На місці очей були коштовні камені, коли один з них діставали, статуя була пошкоджена. В сьогодення знахідка зберігається в Іракському національному музеї.
Обеліск Маніштушу був знайдений під час розкопок в Сузах. Що стосується статуї цього царя, то її верхня частина дуже пошкоджена; Маніштушу зображений стоячим в довгій одежі.

### Гліптика
Гліптика Давньої Месопотамії традиційно майже завжди була представлена циліндричними печатками. Вони виготовлялись з кольорового напівкоштовного каміння, а їх відтиснення передавали різні міфологічні сцени. На відміну від пам'ятників архітектури і скульптури, печаток аккадського періоду збереглося доволі багато. Їх знаходили в похованнях і житлових будинках. Акадські різьбярі печаток додали кілька нововведень в їх виготовлення. На відміну від шумерських художників, які об'єднували всі фігури в одній загальній сцені, аккадці складали композиції з окремих картин, розділених клинописним текстом. Власне зображення стали крупніші, а проміжки між ними більше. Тому, а також через більш глибоке різьблення, відбиток виходив більш рельєфним. Як сюжет вибирались різноманітні релігійні і міфологічні сцени: наприклад, птиця Зу, яка краде «таблички долі»; Етана, який летить на орлі тощо. На печатках часто вирізалося ім'я власника і його батька, посада або професія власника.

### Рельєфи
Значних успіхів аккадські майстри досягли в виготовленні рельєфів. Найкращі пам'ятники — кам'яні стели царів Рімуша і Нарам-Суена. Стелу Нарам-Суена — знайшли в Сузах, столиці Еламу, куди її привіз еламський цар Шутрук-Наххунте з Сіппару як трофей. Вона була створена за наказом царя Нарам-Суена на честь його перемоги над гірським плем'ям луллубеїв. В композиції виділена фігура царя, який стоїть над військами і топить своїх ворогів. Цар оточений символами божеств, голова його вкрита головним убором з рогами, які засвідчують, на думку аккадців, про його власне божественне походження. Стела Рімуша збереглась фрагментарно. Вона також розповідає про воєнні перемоги царя. Сам Рімуш зображений в бахромчатому одягу з натягнутим луком, мабуть, беручи участь у побитті полонених.

### Мова та писемність

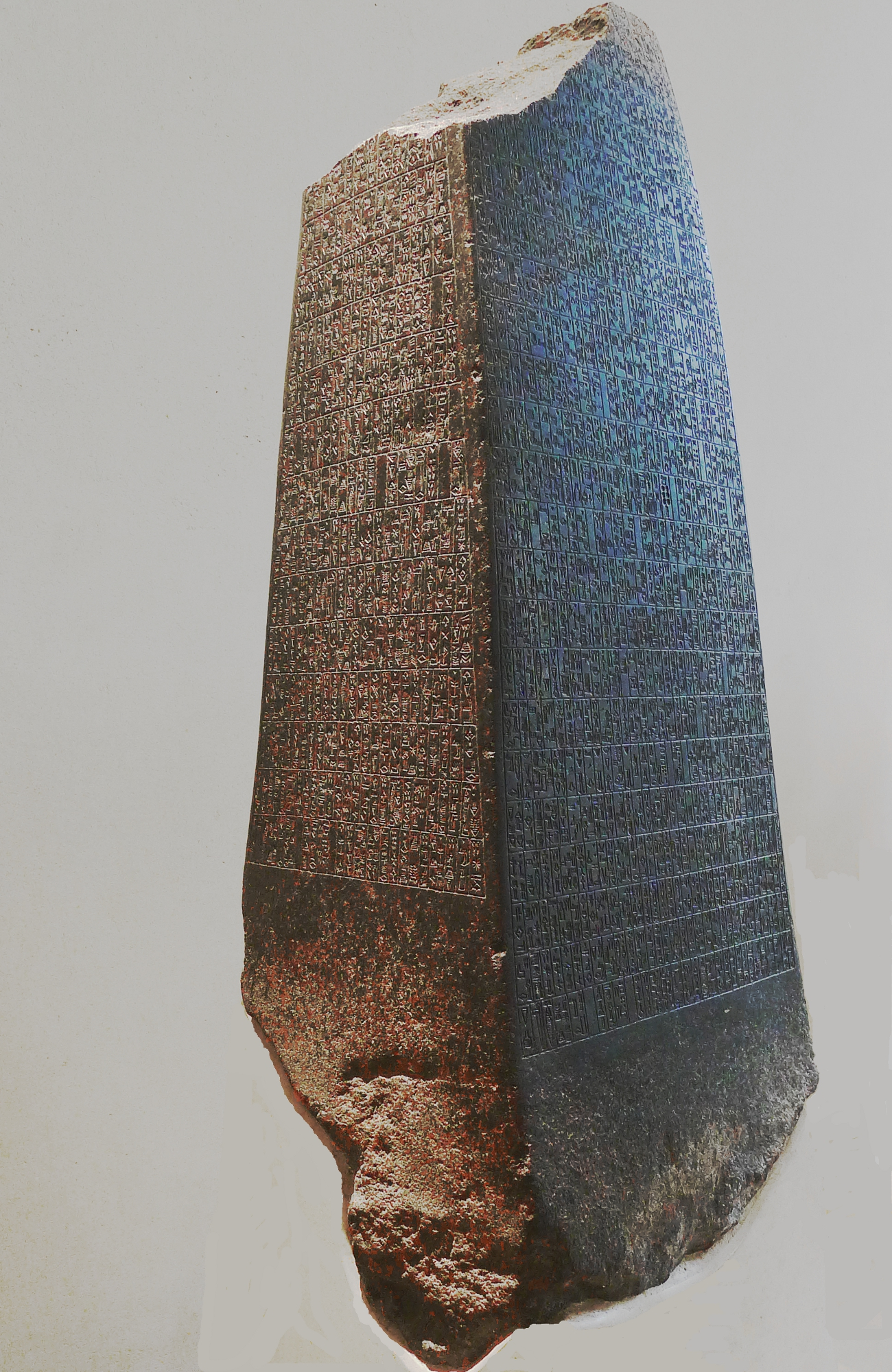
Обеліск Маніштушу з клинописним текстом аккадською

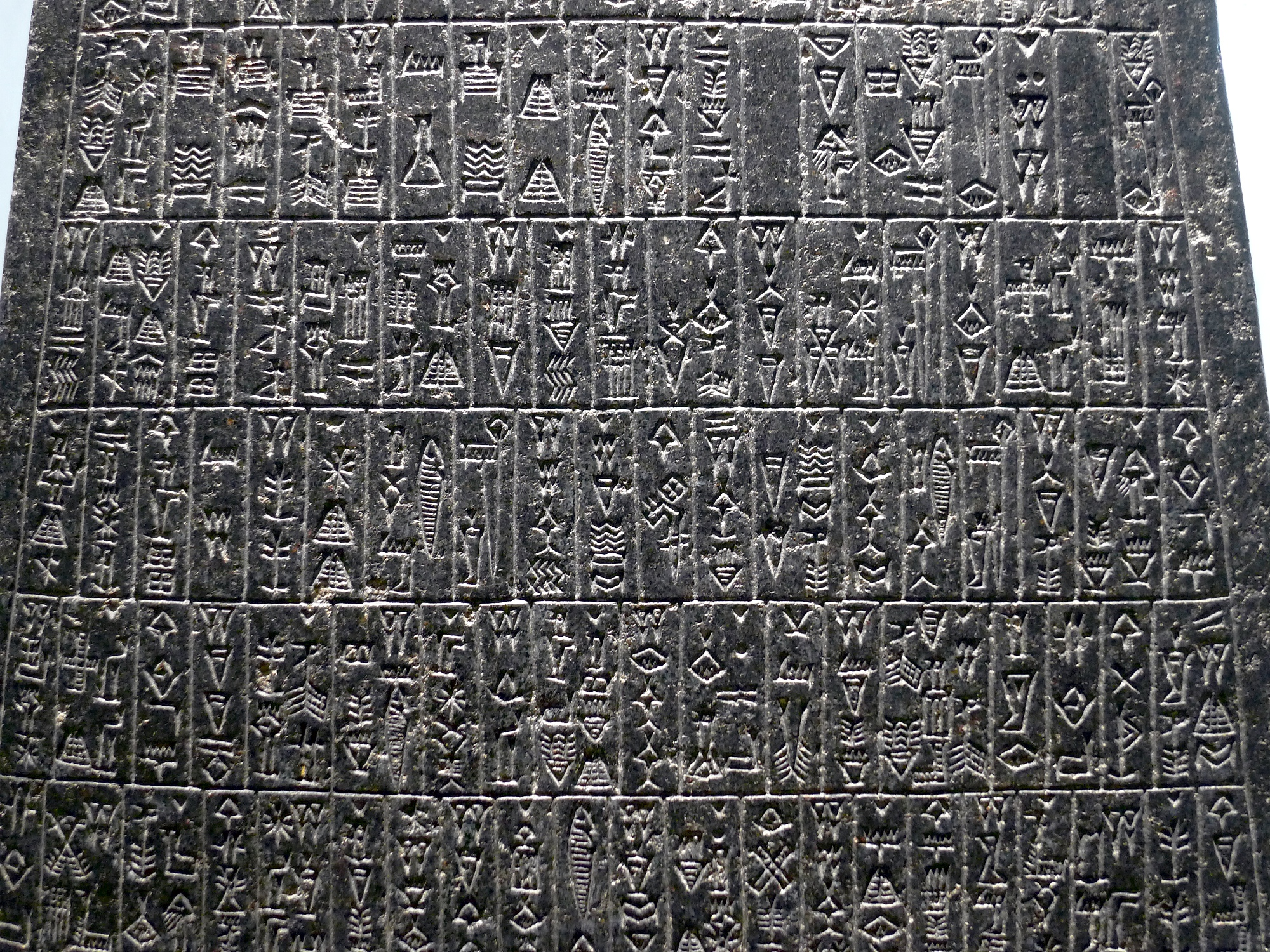
Обеліск Маніштушу з клинописним текстом аккадською (збільшений фрагмент)

Аккадська держава була двомовною: і шумерська і аккадська мови мали важливе значення. Шумерська цього часу знаходиться в так званому перехідному етапі свого розвитку. Вона мала важливе значення як мова богослужіння, літератури і храмового обліку. Разом з тим, своєрідна політична ситуація і складність цієї мови обумовлювали все більш глибоке проникнення аккадської в культуру і побут населення Нижньої Месопотамії. Остання була поширена в формі староаккадського діалекту і застосовувалась, головним чином, в канцелярії.
Обидві мови використовували клинописну словесно-складової систему знаків (клинопис). Найпоширенішим матеріалом для письма була глина, з якої робились таблички, на яких спеціальним стилом писарі витискали знаки. До періоду існування Аккадської держави належить перехід від округлих табличок до чітко прямокутних, з добре прокресленими лініями для письма. Потім табличку підсушували, і документ був готовий. В аккадську епоху писали зверху вниз, знаки були ще досить архаїчними, вони повторювали шумерські почерки. Рядки поділяли вертикальними лініями. Якщо напис був великий, то він поділявся на яруси, які, в свою чергу, відділялись горизонтальними лініями. Морфологічна форма слова часто не виписувалась повністю, використовувались логограми, детермінативи тощо.

### Релігія
Дослідження вчених дозволили з'ясувати, що пращури аккадців — східні семіти — шанували різних божеств, заступникам окремих громад, але при цьому семіти здавна уникали називати богів власними іменами. Кожне плем'я або громада називала свого бога-заступника «паном» — ба'ал або бел, а богиню-заступницю — «богинею» — астар або іштар (хоча у південних семітів це було ім'ям чоловічого божества).
До моменту створення Аккадської держави семітські боги були адаптовані до шумерської міфології. Бел вважався верховним богом, яким в той час був Енліль (надалі — Мардук); ім'я Іштар почали застосовувати до будь-якої богині.
Наряду з ототожненням, відбувалась також зміна традиційних імен шумерських богів на семітський лад. Так, верховний шумерський бог Енліль аккадською називався Елліль; богиня Інана частіше за все називалась Іштар, сонячний бог Уту — Шамаш, уособлення місяця (Зуен) — Суен (Сін), Енкі — Хайя (Еа), Ішкур — Адад тощо.
На підставі того, що пантеон, різні образи і сюжети були часто тотожні в обох культурах, звичайно кажуть щодо єдиної шумеро-аккадської міфології.

## Спадщина Аккаду

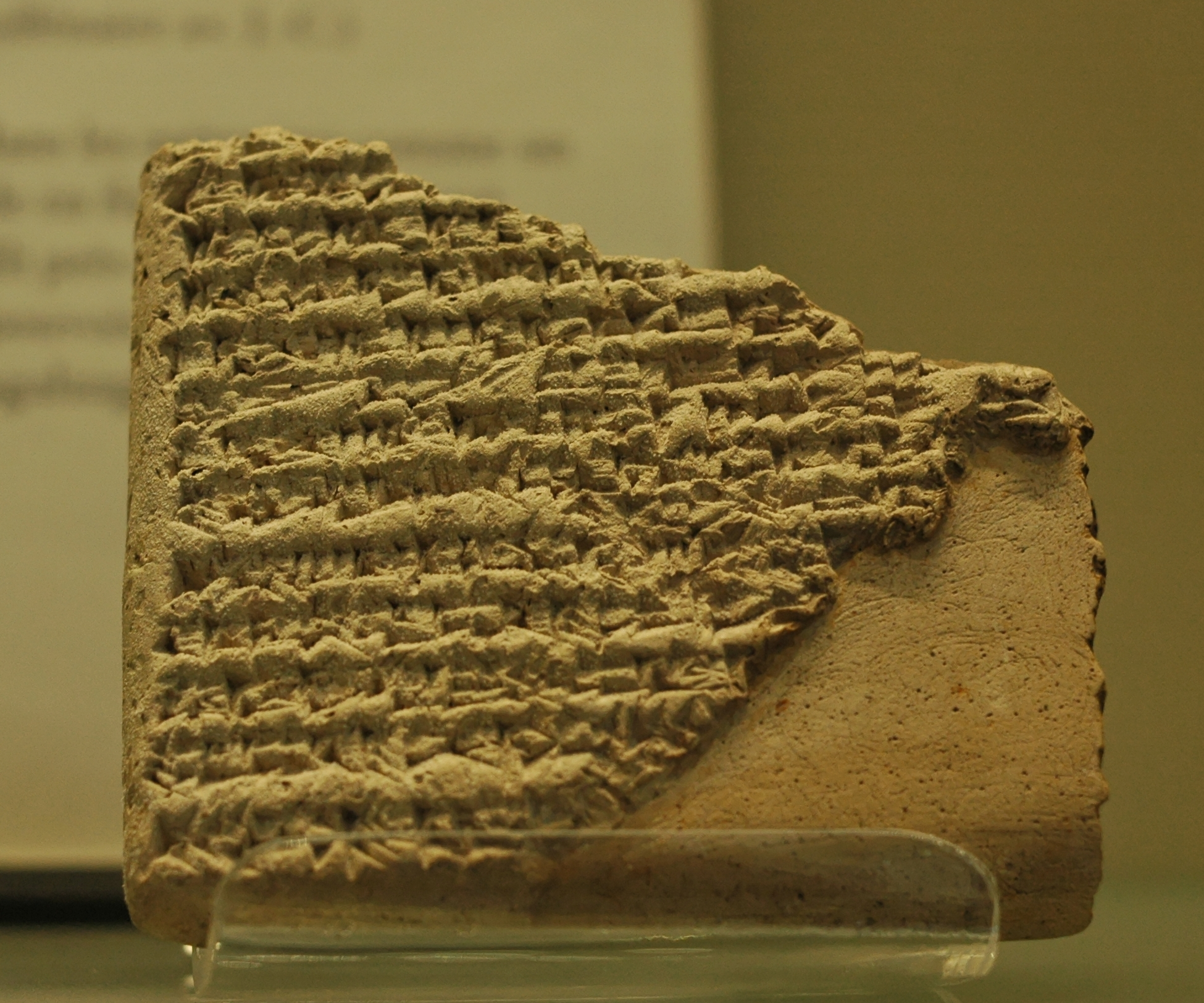
Табличка старовавилонського періоду, яка зазначає народження Саргона і початок його правління. Лувр

Аккад став першою централізованою державою в історії Месопотамії. Вперше влада царя мала тут деспотичний характер, а сам від вже при житті шанувався як бог. Була створена нова система управління, яка буде покладена в основу наступних великих держав Давнього Сходу — Шумеро-Аккадського царства 3-ї династії Ура, Вавилонії і Ассирії.
Вперше в історії Месопотамії була створена держава, яка включила в свій склад інші держави. Розмах експансії аккадських царів і обширність території держави дозволили вченим вважати її першою в світі імперією.
Нова держава вперше використала аккадську як офіційну мову, що дуже сприяло процесу семітизації шумерів і формуванню нових народів — вавилонян і ассирійців. Вихід аккадської на державний рівень сприяв укріпленню її як мови міжнаціонального спілкування, а надалі — і дипломатичного листування, зробило її одним з найвеличніших мов Давнього Сходу.
Пам'ять про Аккад довгий час зберігалась серед народів Давнього Сходу. Достатньо яскравий приклад це мало в хеттів і ассирійців. Аккад вважався взірцем, свого роду еталонною централізованою державою.